# Манастир Светог Архангела Михаила у Ђурашевићима
Манастир Светог Архангела Михаила је женски српски православни манастир Митрополије црногорско-приморске. Метох је манастира Михољска превлака.
Манастирски храм је једнобродна грађевина оријентисана у правцу исток запад. Подигнута је у 17. вијеку на доминантном положају — на брду Бијелићи изнад Солиолског поља. Раније је храм био сеоска, парохијска црква, а касније је постао манастирска црква. Посвећена је чуду Архангела Михаила у Хони. Црква је грађена од камена и живописана је. Полијелеј је израђен у Русији. Изнад врата је (извана) живопис Архангела Михаила. Изнад њега је мали прозорски отвор, а на врху западног зида цркве је звоник на преслицу са једним звоном. Јужни и сјеверни зид имају по један прозор. У порти је гумно-видиковац са погледом на манастир Архангела Михаила на Острву цвијећа. Унутрашњу страну манастирског зида красе мозаици 4 светитеља.
Овај манастирски скит је био на мети грађевинских инспектора. Донијели су рјешење о његовом рушењу иако се налази у највећој недођији. Од булдожера, манастирска здања су одбранили монаси и становници околних села, даноноћним стражама.

## Галерија
- Поглед на манастир Светог Архангела Михаила (Тиват)
- Мозаици са ликовима светаца на унутрашњој страни манастирског зида
- Мозаик цара Лазара
- Мозаик Светог Амфилохија Иконијског
- Иконостас
- Унутрашњост цркве
- Сјеверни зид манастирске цркве
- Друга манастирска црква, у изградњи, љето 2021.
- Звоник и улаз у порту
- Гумно-видиковац у порти